# Iniziativa centro europea
L'Iniziativa centro europea (in sigla In.C.E.) è il più antico e più esteso forum di cooperazione regionale nell'Europa Centrale, Orientale e Balcanica con sede a Trieste. L'organizzazione è stata modellata sulla base della precedente Comunità di Lavoro Alpe Adria.

Stati membri

Conta 17 Stati: Albania, Bielorussia, Bosnia ed Erzegovina, Bulgaria, Croazia, Italia, Macedonia del Nord, Moldavia, Montenegro, Polonia, Repubblica Ceca, Romania, Serbia, Slovacchia, Slovenia, Ucraina e Ungheria.

## Storia
Il primo passo verso la creazione dell'Iniziativa centro europea avviene l'11 novembre 1989 quando Italia, Ungheria, Austria e Jugoslavia danno vita alla “Quadrangolare” con l'intento, caduto il muro di Berlino, di superare la divisione in blocchi e avviare rapporti di cooperazione tra stati di diverso orientamento politico ed economico.
Cecoslovacchia e Polonia si aggiungono rispettivamente nel 1990 e nel 1991: l'ormai “Esagonale” viene rinominata Iniziativa centro europea nel 1992, anno che culmina con l'ingresso di tre nuovi Stati Membri: Bosnia ed Erzegovina, Croazia e Slovenia.
Dal 1992 ad oggi, l'accesso di Albania, Bielorussia, Bulgaria, Moldavia, Romania e Ucraina (1996), Serbia e Montenegro (2000) e infine Montenegro (2006) ha completato l'attuale elenco degli Stati membri.
Nel 2018 uno dei suoi membri fondatori, l'Austria, ha deciso di abbandonare l'iniziativa.

## Missione
Principale missione dell'In.C.E. è promuovere la coesione e assistere gli stati membri, in particolare quelli al di fuori dell'Unione europea, nel loro percorso di consolidamento economico, politico e sociale.
Un piano d'azione triennale (CEI Plan of Action) definisce le priorità e i principali settori di interesse: ambiente, clima, energie rinnovabili, supporto alle PMI, turismo, sviluppo delle risorse umane, società dell'informazione, cooperazione interculturale, minoranze, trasporti, scienza e tecnologia, agricoltura sostenibile, cooperazione transfrontaliera e transnazionale.
Un tempo puro forum politico - diplomatico, l'In.C.E. ha sviluppato nel corso degli anni un consistente approccio operativo – progettuale orientato alla crescita economica e allo sviluppo del capitale umano dei suoi paesi membri. 
Importanti progetti vengono pertanto promossi nell'ambito di programmi di finanziamento comunitari, nonché in collaborazione con altre organizzazioni internazionali e regionali: l'In.C.E. collabora infatti, tra gli altri, con RCC, BSEC e OSCE.

## Struttura
L'In.C.E. opera attraverso il summit annuale dei capi di Governo (CEI Summit), il meeting annuale dei ministri degli Esteri (MFA Meeting) e gli incontri periodici del Comitato dei coordinatori nazionali (CNC). 
Il Comitato dei coordinatori nazionali, composto da rappresentanti delle diplomazie dei 18 Paesi membri, è l'organo incaricato di gestire gli strumenti di cooperazione e implementare le attività progettuali sostenute dall'Iniziativa centro europea.
Su iniziativa della presidenza In.C.E., a rotazione annuale, possono essere inoltre organizzati ulteriori incontri a livello ministeriale e tecnico.
L'expertise settoriale è fornito in ogni area di cooperazione In.C.E. dai Networks di Focal Points, reti di esperti nominati dai governi dei paesi membri.
Unico organo permanente è il segretariato esecutivo (CEI Executive Secretariat, CEI-ES) con sede a Trieste dal 1996: suo ruolo è quello di fornire supporto amministrativo e tecnico agli organi decisionali In.C.E. I costi relativi al suo funzionamento sono coperti dall'Italia, principale donor dell'Iniziativa centro europea.
Il segretariato progetti (CEI Project Secretariat, CEI-PS), istituito nel 1991 presso la Banca europea per la ricostruzione e lo sviluppo (BERS), mantiene uffici a Londra e a Trieste: suo principale compito è promuovere attività che generino investimenti nell'area In.C.E.
Dal 2004, l'In.C.E. è inoltre attiva nell'ambito della programmazione comunitaria, con l'obiettivo di rafforzare la cooperazione territoriale e avvicinare alle istituzioni europee gli stati membri non ancora parte dell'UE.
La cooperazione In.C.E. ha poi una dimensione parlamentare – cooperazione tra i parlamenti nazionali – ed economica – cooperazione tra le camere di commercio dei paesi membri.
| Mandato          | Segretario generale            |
| ---------------- | ------------------------------ |
| 1996 - 2001      | Paul Hartig                    |
| 2002 - 2007      | Harald Kreid                   |
| 2008 - 2009      | Pietro Ercole Ago              |
| 2010 - 2012      | Gerhard Pfanzelter             |
| 2013 - 2018      | Giovanni Caracciolo di Vietri. |
| 2018 - 2025      | Roberto Antonione              |
| 2025 - in carica | Franco Dal Mas                 |

| Anno | Presidenza           |
| ---- | -------------------- |
| 1989 | Ungheria             |
| 1990 | Italia               |
| 1991 | Jugoslavia           |
| 1992 | Austria              |
| 1993 | Ungheria             |
| 1994 | Italia               |
| 1995 | Polonia              |
| 1996 | Austria              |
| 1997 | Bosnia ed Erzegovina |
| 1998 | Croazia              |
| 1999 | Repubblica Ceca      |
| 2000 | Ungheria             |
| 2001 | Italia               |
| 2002 | Macedonia            |
| 2003 | Polonia              |
| 2004 | Slovenia             |
| 2005 | Slovacchia           |
| 2006 | Albania              |
| 2007 | Bulgaria             |
| 2008 | Moldavia             |
| 2009 | Romania              |
| 2010 | Montenegro           |
| 2011 | Serbia               |
| 2012 | Ucraina              |
| 2013 | Ungheria             |
| 2014 | Austria              |
| 2015 | Macedonia            |
| 2016 | Bosnia ed Erzegovina |
| 2017 | Bielorussia          |
| 2018 | Croazia              |
| 2019 | Italia               |
| 2020 | Montenegro           |
| 2021 | Montenegro           |
| 2022 | Bulgaria             |
| 2023 | Moldavia             |
| 2024 | Albania              |
| 2025 | Serbia               |